# Benjamin Disraeli
 For alternative betydninger, se Disraeli. (Se også artikler, som begynder med Disraeli)
Benjamin Disraeli, 1. jarl af Beaconsfield (21. december 1804 – 19. april 1881) var en britisk politiker og forfatter. Han sad i regeringen i tre årtier og var to gange premierminister. Han var den første – og indtil videre den eneste – af jødisk afstamning der har været britisk premierminister. Det skal dog nævnes at Disraeli blev døbt ind i den anglikanske kirke allerede i 1817. Også faderen Isaac D'Israeli var forfatter.